# Religión en Palestina

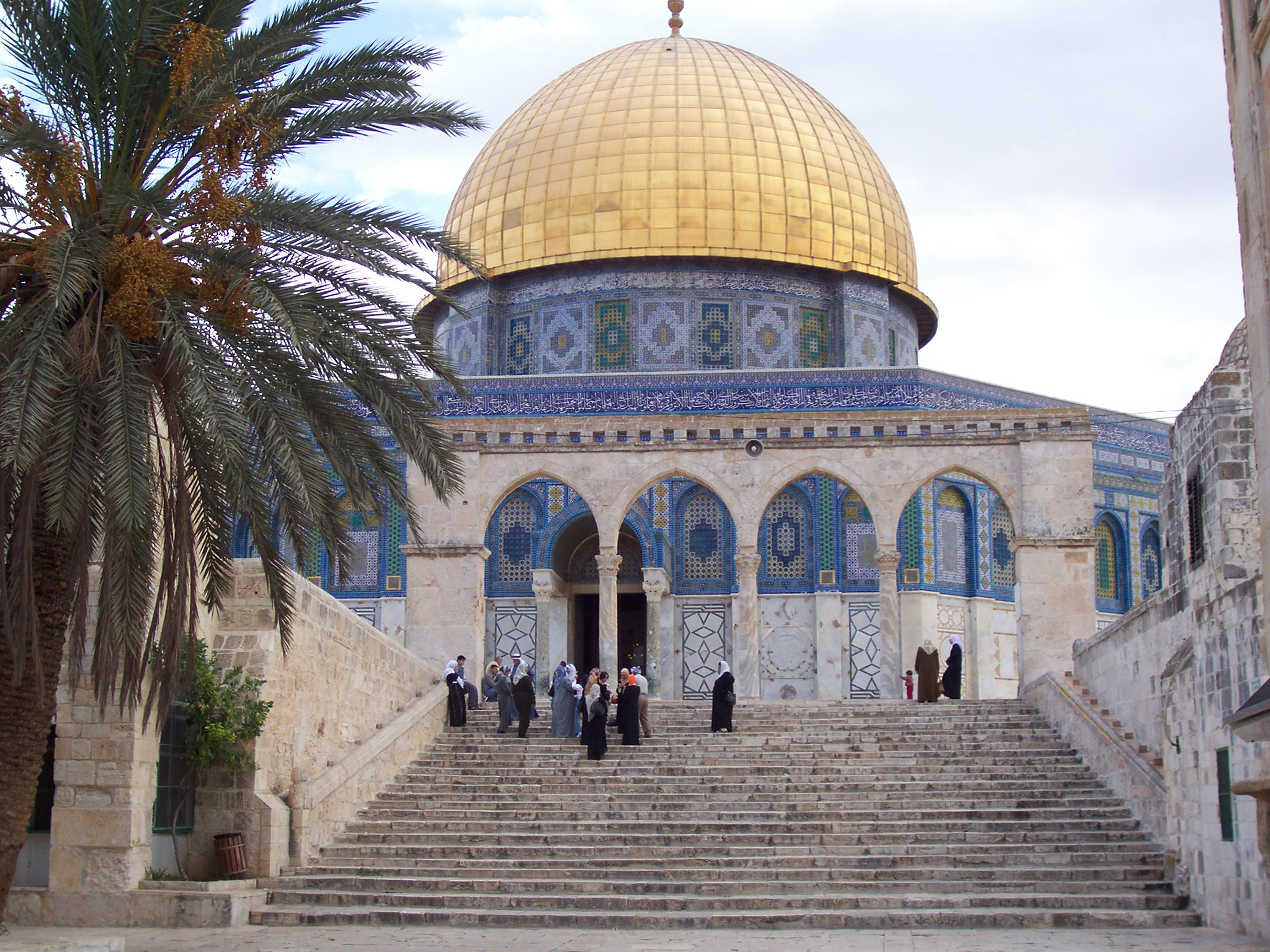
Palestinos orando en el Domo de la Roca.

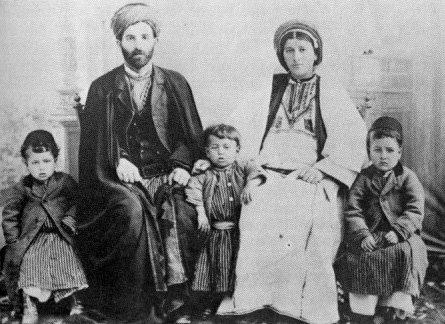
Familia cristiana palestina en 1930

Las religiones principales del pueblo palestino son el islam, seguido por alrededor del 93% de la población mayormente en su variedad suní, el cristianismo seguido por cerca del 6% de los palestinos, principalmente las iglesias católicas y las ortodoxas aunque existen también palestinos protestantes, así como algunas otras minorías como drusos, samaritanos y bahaíes. Estas confesiones son practicadas en los territorios palestinos de Cisjordania y la Franja de Gaza que son reclamados por la Autoridad Nacional Palestina como el Estado de Palestina (reconocido como tal por buena parte de la comunidad internacional) así como por las comunidades de refugiados palestinos en distintas partes del mundo y por la minoría árabe israelí que vive dentro de las fronteras del Estado de Israel y posee la nacionalidad israelí. 
También existen minorías no palestinas que viven en los territorios palestinos practicantes de sus religiones como armenios, circasianos y asirios cristianos, y por supuesto, los colonos israelíes que practican el judaísmo.

## Islam

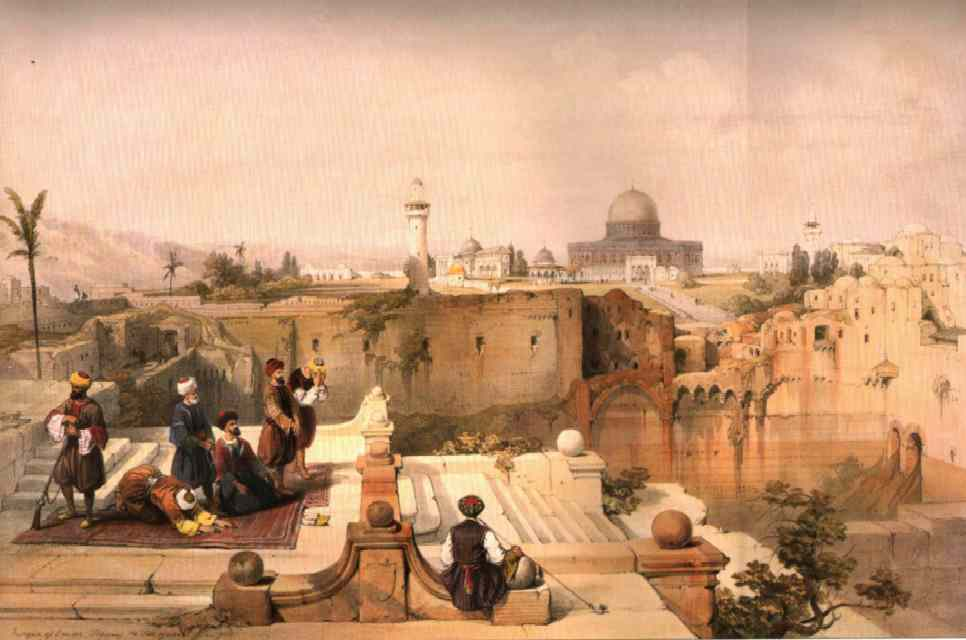
Musulmanes orando en Jerusalén en 1840, por David Roberts.

La mayoría de palestinos pertenece al Islam suní, pero existen minorías de musulmanes chiíes y ahmadíes. Estudios históricos y genéticos parecen mostrar que la población nativa de Palestina era mayoritariamente judía y cristiana hasta la conquista islámica de Jerusalén en el 638, tras lo cual, la población hebrea de la zona fue gradualmente dejando el judaísmo y el cristianismo y convirtiéndose al islam al tiempo que adoptaba el árabe como lengua y se daba un proceso de arabización e islamización. 
El islam palestino, sin embargo, muestra características de sincretismo con el cristianismo, en especial por la devoción a los santos mostrada en diversas aldeas palestinas donde se veneraban las tumbas y santuarios,  práctica rechazada por el islam ortodoxo, aunque común entre los musulmanes no solo de Palestina sino de otras áreas como India y el Norte de África. 
Si bien un porcentaje importante de palestinos son musulmanes moderados, como puede verse en la influencia política de las organizaciones militantes seculares y de izquierda, los movimientos islámicos fundamentalistas se han arraigado en una parte importante de la población, siendo el Movimiento Islámico Hamás uno de los más representativos. La toma de Gaza por Hamás implicó la aplicación en el enclave de una interpretación rigurosa del Islam en detrimento de las minorías y de la tradición secular de administración palestina.

## Cristianismo

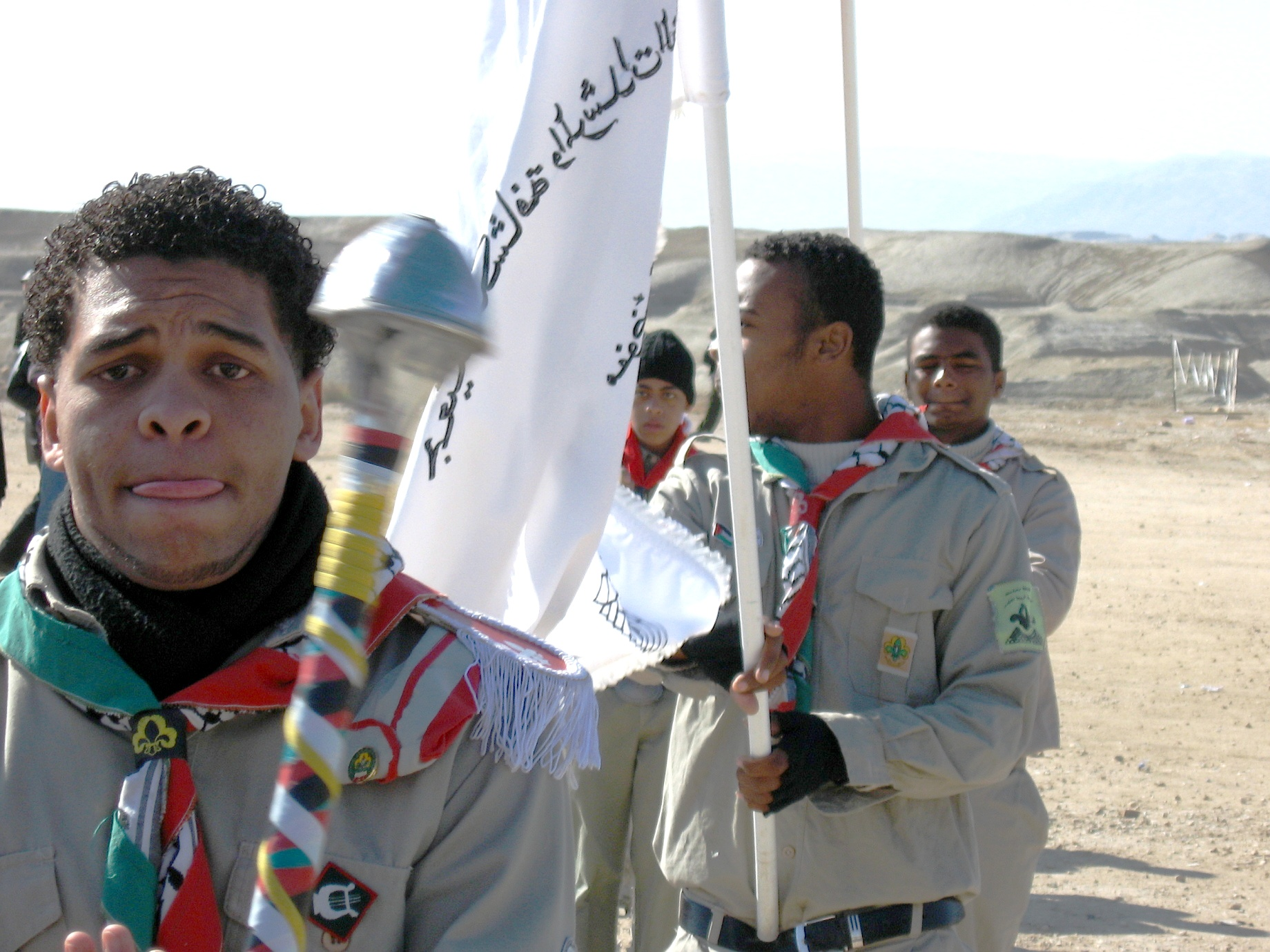
Jóvenes cristianos palestinos durante la celebración de la Epifanía de 2008, en Bethabara, a 5 km de Jericó.

Se estima que unos 50.000 cristianos viven en Palestina, la mayoría en Cisjordania con unos 3000 en Gaza. Cerca del 50% de los palestinos son cristianos ortodoxos de las distintas iglesias orientales, otros son católicos (conocidos como "latinos"), habiendo otros tantos coptos, metodistas, cuáqueros, anglicanos, presbiterianos, luteranos, adventistas, evangélicos, pentecostales, bautistas, mormones y testigos de Jehová.

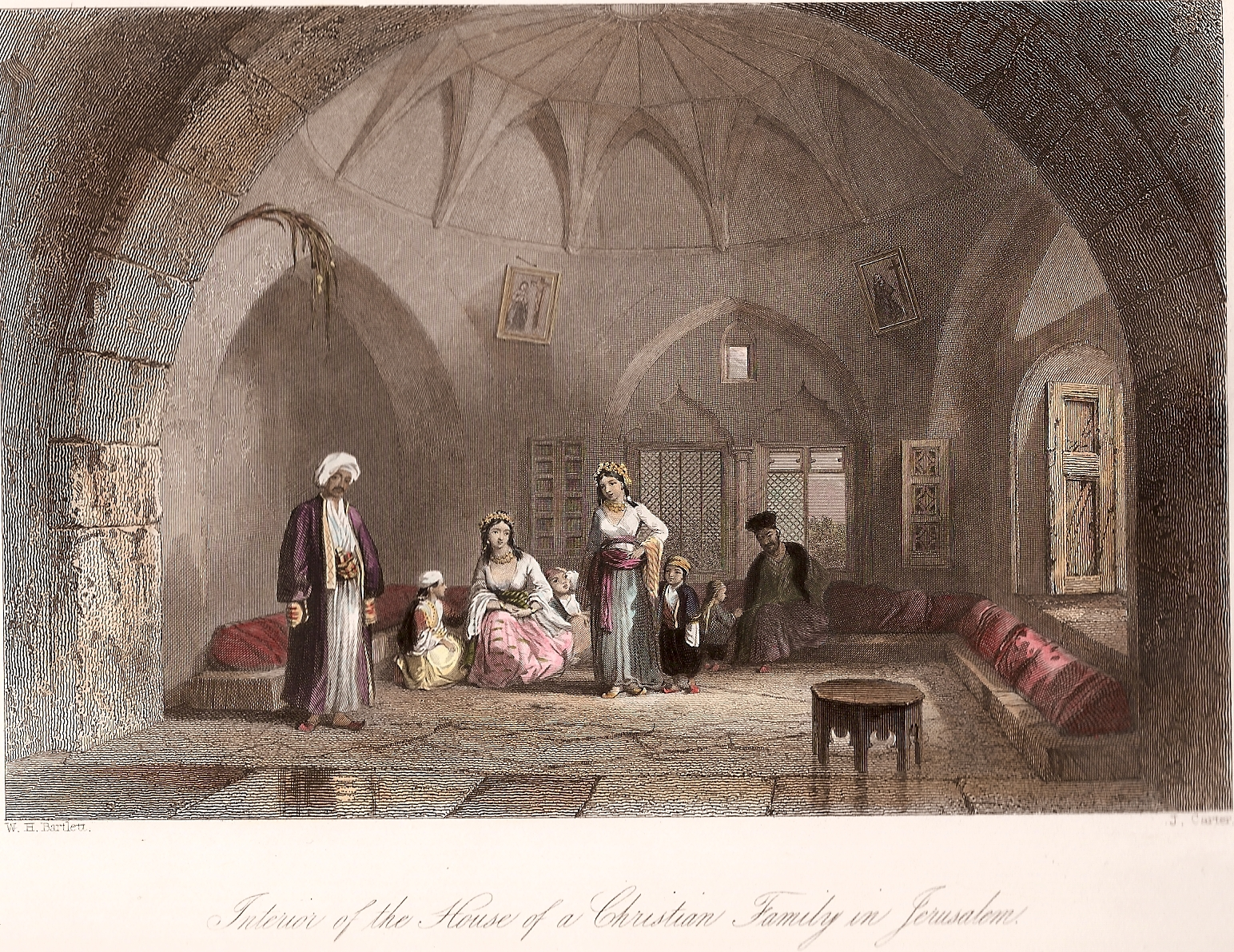
Interior de la casa de una familia cristiana de Jerusalén en 1850 (W. H. Bartlett).

Su número porcentual en la diáspora es bastante superior a su número en la actual Palestina. En Chile, el país con la mayor cantidad de refugiados palestinos fuera del mundo árabe, la mayoría de estos son cristianos.
En 1987 el primer Patriarca Latino de Jerusalén árabe nombrado por la Santa Sede fue el palestino Michel Sabbah, su sucesor en 2008 es el jordano Fouad Twal.
Las relaciones entre cristianos y musulmanes palestinos son particularmente cordiales, en especial por el sentido de unidad mutua que dio el Nakba y la relación antagónica con Israel. Si bien esta relación amistosa se mantiene en Cisjordania y en la diáspora, en Gaza las condiciones de la minoría cristiana han desmejorado desde la toma de poder de Hamás.

## Judaísmo
El judaísmo es practicado principalmente en su variante samaritana. Hay una comunidad de unas 300 personas samaritanas viviendo en Naplusa que llevan tarjetas de identidad palestina y hablan árabe. Otra colonia samaritana importante vive en Jolón (Israel), y posee la nacionalidad israelí y por lo general habla tanto árabe como hebreo. El árabe palestino es la lengua nativa de los samaritanos. Los samaritanos están habilitados a acceder a la nacionalidad israelí, si así lo desean, pues el Estado de Israel los considera oficialmente judíos (aunque los rabinos ortodoxos no los consideran así) pero muchos deciden no hacerlo.

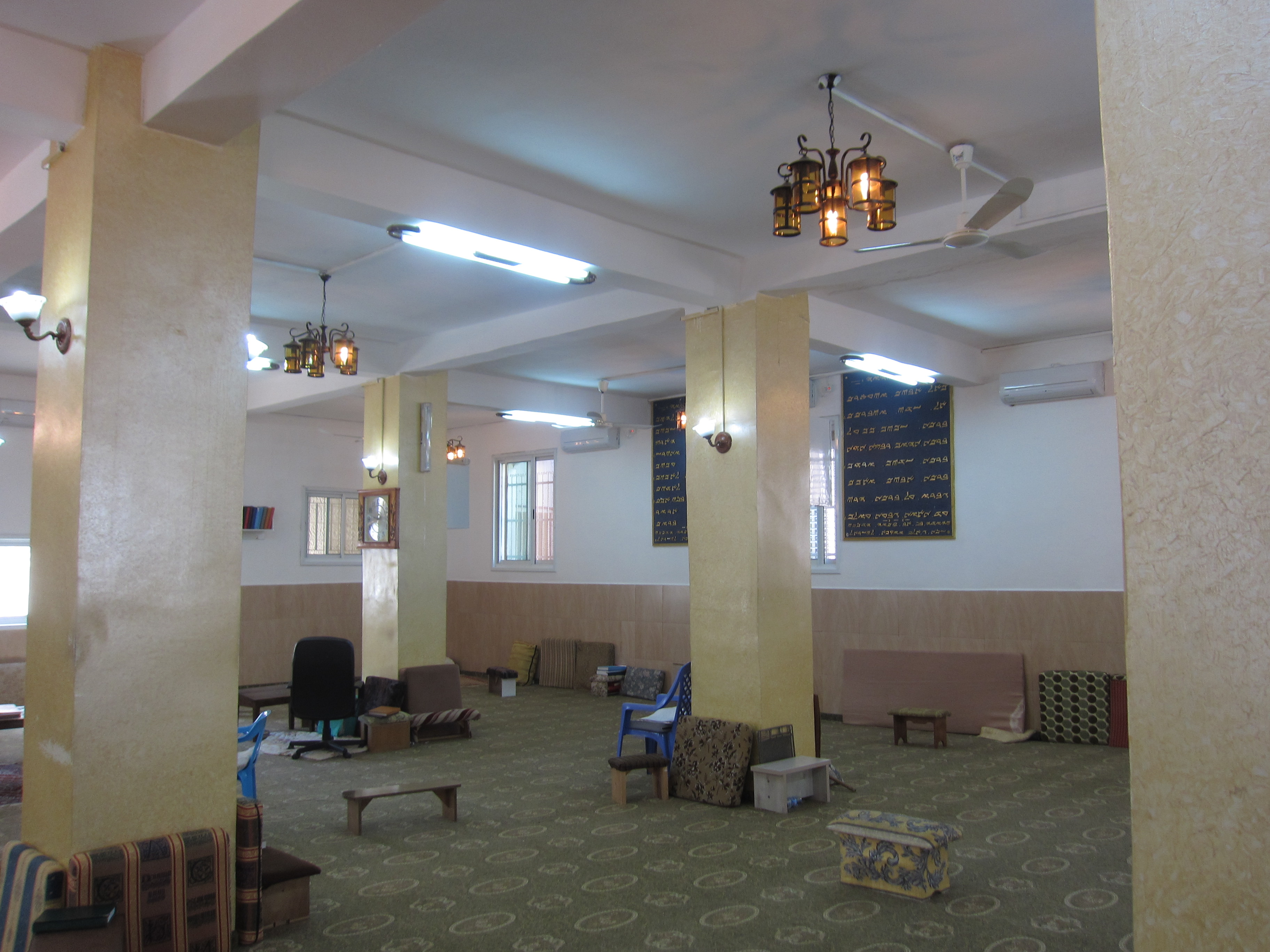
Interior de la sinagoga samaritana del monte Guerizín

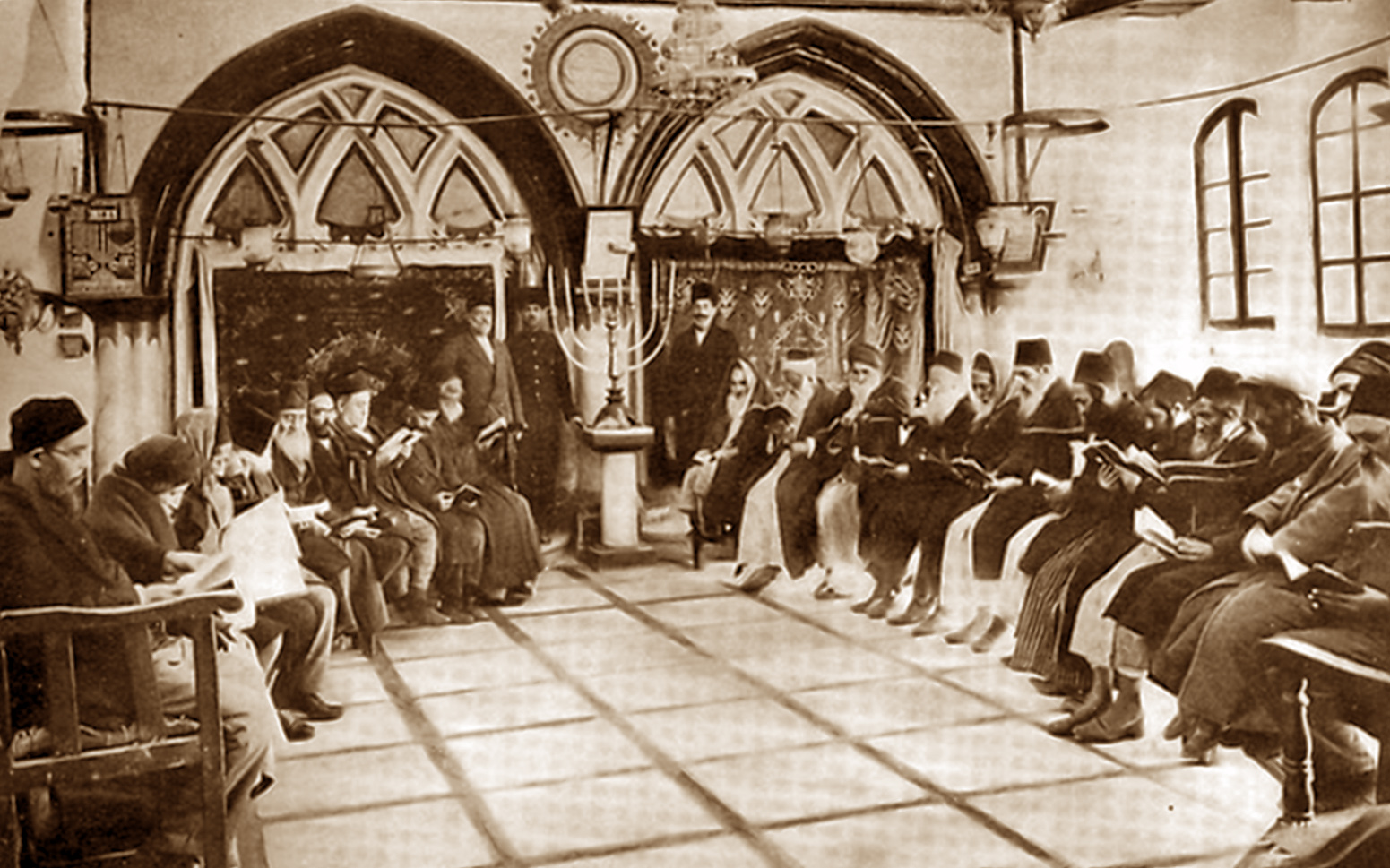
Judíos en Jerusalén en 1893

Existió en Palestina una comunidad nativa de judíos desde siempre, que vivió principalmente en Jerusalén desde la época otomana y británica conviviendo con cristianos y musulmanes. Esta población pertenece a la rama de judíos de lengua árabe conocidos como mizrajíes y es étnicamente diferente de los judíos que emigraron masivamente de otras partes del mundo a partir del surgimiento del movimiento sionista. La mayoría de estos judíos se convirtieron en ciudadanos israelíes y no se identifican como palestinos, pero un porcentaje pequeño de estos es ultraortodoxo y pertenece al movimiento Neturei Karta que rechaza el establecimiento del Estado de Israel como irrespetuoso hacia la voluntad de Dios, y por tanto prefieren identificarse como "judíos palestinos" y no aceptan la nacionalidad israelí.
Finalmente, el judaísmo también es practicado en las colonias israelíes dentro de los territorios palestinos, cuyo estatus político aún está sujeto a negociaciones. El académico israelí Shlomo Sand ha mencionado que es probable que, en el caso de lograrse la creación de un Estado Palestino, los colonos israelíes en territorio palestino deberán pasar a ser ciudadanos de este Estado, de forma similar a como Israel tiene una minoría árabe, ya que es muy difícil que sus asentamientos puedan ser destruidos.

## Drusos

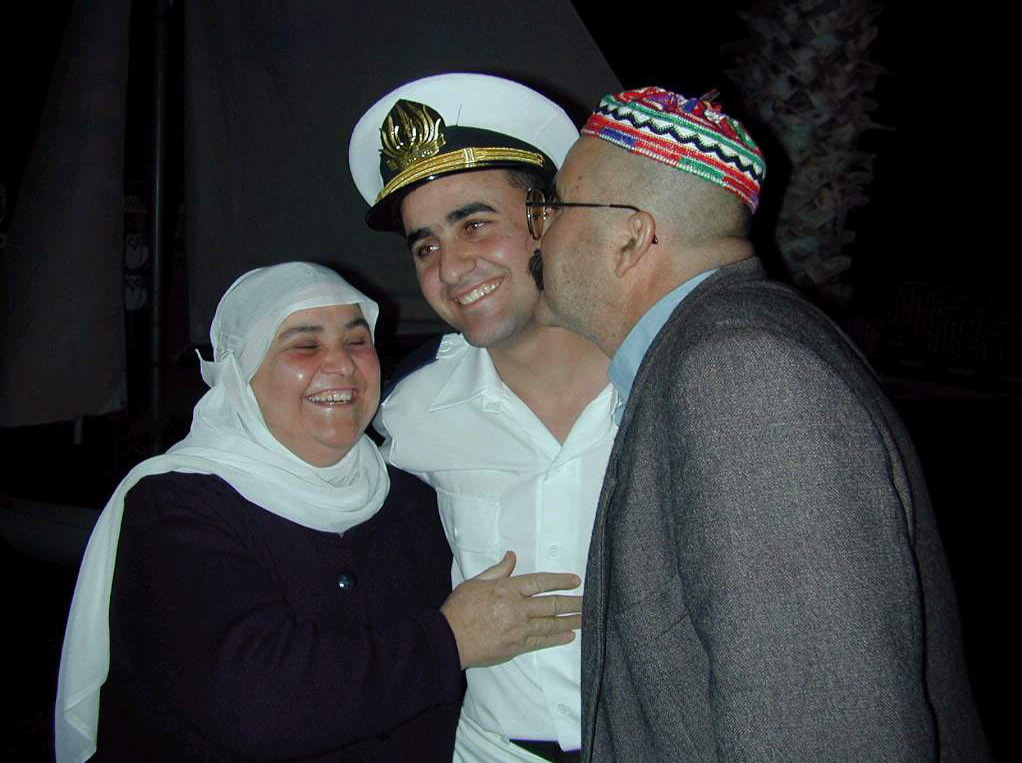
Druzos israelíes

Los drusos son étnicamente árabes pero suelen verse como una comunidad separada. La gran mayoría de los drusos adquirieron entusiastamente la nacionalidad israelí y sirvieron voluntariamente en las Fuerzas de Defensa de Israel. Aun así, algunos de ellos aún prefieren identificarse como drusos palestinos y han realizado movimientos para no ser conscriptos forzosamente en las fuerzas armadas.

## Otros
Algunas de las minorías de palestinos incluyen bahaíes (el fundador del bahaísmo Baha'ullah falleció y fue enterrado en la Palestina otomana y su sede mundial aún se localiza en Acre), el budismo que llegó a Palestina ya desde la época romana por medio de la ruta de la seda y que ha sido introducido en la actualidad tanto por inmigrantes del Sudeste Asiático como por conversos árabes y hebreos y ateos o agnósticos que, como todos los pertenecientes a esta comunidad en el mundo árabe, tienen a menudo dificultades para manifestarse públicamente en la sociedad.